# Stayella abnormalis
Stayella abnormalis är en kackerlacksart som beskrevs av Roth, L. M. 1984. Stayella abnormalis ingår i släktet Stayella och familjen småkackerlackor.
Artens utbredningsområde är Zambia. Inga underarter finns listade i Catalogue of Life.